# Г-11
Г-11 — советский десантный планёр 1940 годов конструкции В. К. Грибовского. Использовались также обозначения Гр-11 и Гр-29. Планёр Г-11 представлял собой свободнонесущий высокоплан деревянной конструкции с объемным коробчатым фюзеляжем. Металл использовался в малых количествах только в наиболее нагруженных местах. Буксировщиками планёра выступали самолёты: Ли-2, СБ или ДБ-3Ф. Широко использовался в десантных операциях Красной Армии во время Великой Отечественной войны.

## История создания

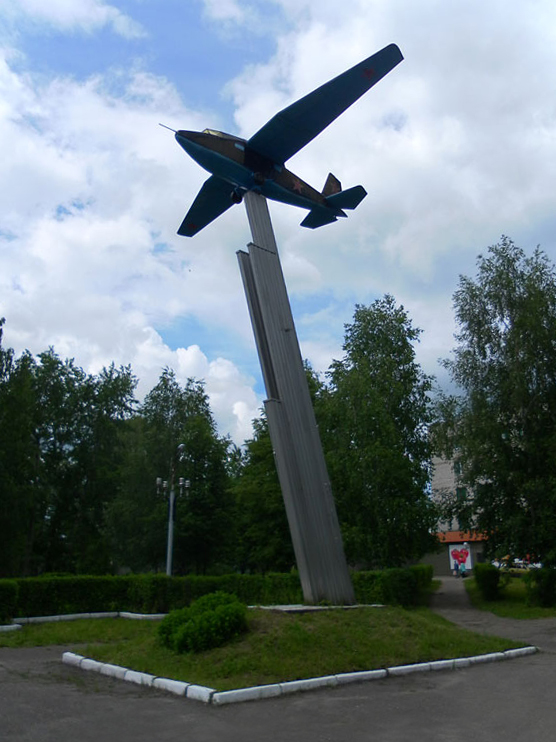
Монумент «Десантный планер Г-11» в городе Шумерля. Открыт 1987 г.

С началом войны ОКБ-28 получило новое срочное задание по созданию десантного планёра для перевозки 11 человек. Приказ о выдаче задания датируется 7 июля 1941 года. Когда заместитель наркома авиапромышленности А. С. Яковлев спросил у Грибовского, в какой срок он сможет спроектировать и построить такой планёр, то получил твердый ответ — за два месяца. Яковлев потребовал письменного ручательства, которое тут же было написано Грибовским.                                                                                                                                                             
Первые чертежи для изготовления Г-29 поступили в цех 11 июля, а уже 2 августа планёр в основном был готов. 1 сентября 1941 года начались первые подлёты, а 18 сентября последовало решение об организации серийного производства на двух деревообделочных заводах в городе Шумерля (завод № 471) и поселке Козловка (завод № 494). Лётные испытания, прошедшие в конце сентября, показали вполне приемлемые пилотажные характеристики Г-29. Для смещения центровки пустого планёра вперед (это требование ВВС, на случай продолжения полёта планёра после покидания его десантниками на парашютах), в серии крыло передвинули немного вперед. При этом, в посадочной конфигурации с выпущенными щитками, стала наблюдаться тряска хвостового оперения. Тряску устранили путём устройства перфорации на щитках.
Сразу после окончания испытаний, 28 сентября 1941 года Грибовский выехал на завод № 471, а его заместитель Ландышев — на завод № 494.
18 октября в Шумерлю прибыл первый эшелон с «хозяйством» ОКБ-28, а уже 7 ноября здесь собрали первый головной десантный планёр. До конца года завод № 471 изготовил 10 серийных аппаратов, которые по количеству перевозимых десантников получили обозначение Г-11.
Производство Г-11 нарастало вплоть до июня 1942 года, когда выяснилось, что военные попросту не готовы к приему большого числа десантных планёров. Не хватало самолётов-буксировщиков и пилотов-планеристов. Так как хранение планёров в течение длительного времени не предусматривалось, их нахождение под открытым небом могло привести к снижению прочности и надежности.

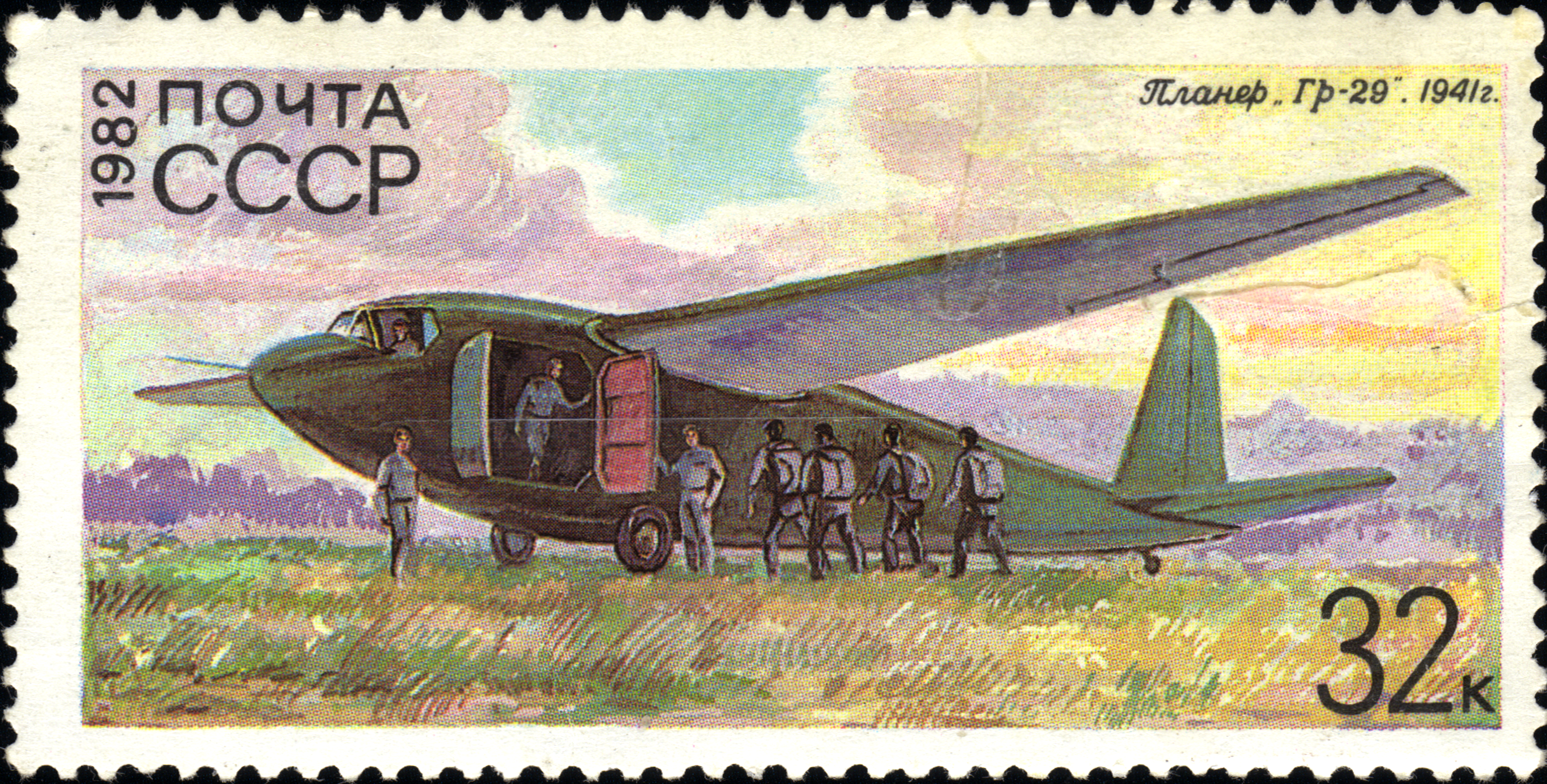
Планер Г-11 (Гр-29) на почтовой марке

В результате производство Г-11 в 1942 году прекратили, личный состав ОКБ-28 присоединили к техперсоналу завода № 471, переориентированного на производство самолётов Як-6, а Грибовский убыл в распоряжение Наркомата авиапромышленности.
Всего до прекращения выпуска в 1942 году завод № 471 выпустил 127 Г-11, а завод № 494 − 181 планёр (1941 — 11, 1942 — 170). Таким образом, суммарный выпуск к осени 1942 года составил 308 экземпляров Г-11.
В конце 1943 года производство планёров восстановили на заводе в Рязани, где Грибовского назначили Главным конструктором. Первый рязанский Г-11 испытали в марте 1944 года. Планерист-испытатель старший лейтенант Чубуков написал в своем отзыве:

Управляемость планёра достаточная. Запас рулей вполне обеспечивает вывод планёра из самого тяжелого положения. Управление Г-11 подобрано чрезвычайно удачно, будучи не таким строгим, как у планёра Г-14, вместе с тем обеспечивает полную управляемость в трудных условиях при любых вариантах загрузки. При выполнении фигур пилотажа — штопора, переворота и бочки планёр быстро выходит без запаздывания в нормальное положение. Посадка во всех вариантах загрузки проста и выполняется на малых скоростях.

В ходе серийного производства в конструкцию Г-11 вносились изменения. Начиная с экземпляра № 21 на левом борту фюзеляжа оборудовали увеличенный грузовой люк шириной 1400 мм, а дверь на правом борту упразднили. С октября 1944 года выпускались планёры с двойным управлением, амортизацией посадочной лыжи и дополнительными усилениями конструкции. В серии эти аппараты, дополнительным внешним отличием которых стал небольшой форкиль, получили обозначение Г-11У.
Производство Г-11У прекратилось в середине 1945 года, однако, спустя год возобновилось и продолжалось вплоть до 1948 года (точных данных о количестве Г-11, произведенных в этот период, не обнаружено).
Использование Г-11 в период Великой Отечественной войны показало их высокую надежность и достаточную эффективность. Особенно активно планёры использовались для снабжения партизан в 1943—1944 годах. В августе 1944 года конструктор Грибовский за доставку грузов планёрами Г-11 партизанам Белоруссии был награждён медалью «Партизан Отечественной войны».

## Описание конструкции
Планёр имел неубираемое шасси с колесами размером 600×250 мм для взлёта и посадочную лыжу для посадки. В случае посадки на лыжу колесное шасси, оборудованное «ломающимся подкосом», сдвигалось назад-вверх.
Носовая часть фюзеляжа представляла собой одноместную кабину лётчика с органами управления, минимальным комплектом приборов и сбрасываемым фонарем. За ней располагался десантно-грузовой отсек длиной 3,24 и шириной 1,36-1,25 м. Десантники сидели на дощатых скамейках, расположенных вдоль бортов фюзеляжа лицом друг к другу.
Для погрузки планёра и его покидания в бортах фюзеляжа имелись сбрасываемые дверцы размером 1,2×0,7 м, а в потолке и в полу — также сбрасываемые люки размером 0,51×0,46 м. Кроме того, в каждом борту было по два застекленных прямоугольных окна-иллюминатора, которые могли открываться для ведения стрельбы из личного оружия.

## Опытные самолёты на базе планёра
Еще в 1942 году Грибовский на основе Г-11 разработал проект мотопланёра с двигателем М-11. Рассматривалось два варианта установки двигателя: в носовой части фюзеляжа и на пилоне над крылом. После анализа преимуществ и недостатков выбрали второй вариант, который позволял осуществить переделки с минимумом изменений на любом серийном аппарате.
Мотопланёр под обозначением Г-11М или Г-30 построили и испытали летом в 1942 году. В дальнейшем предполагалось установить более мощный двигатель МВ-6 или два М-11 в крыльях. В последнем случае получался небольшой транспортный самолёт. Развития это направление не получило в связи с прекращением в 1942 году серийного производства Г-11. Позднее появился самолёт Ще-2 и актуальность небольшого транспортного самолёта с двумя М-11 была снята.